# Francisco Acuña
Francisco Javier Acuña Víctor (Hermosillo, 19 gennaio 1988) è un calciatore messicano, centrocampista svincolato.

## Carriera
Ha giocato nella prima divisione messicana ed in quella canadese.